# Heimit
Heimit ist ein sehr selten vorkommendes Mineral aus der Mineralklasse der „Phosphate, Arsenate und Vanadate“ mit der chemischen Zusammensetzung PbCu2(AsO4)(OH)3·2H2O und damit chemisch gesehen ein wasserhaltiges Blei-Kupfer-Arsenat.
Heimit kristallisiert im monoklinen Kristallsystem und entwickelt leistenförmige, prismatische Kristalle von etwa 450 µm Länge und 40 µm Breite mit einem seiden- bis glasähnlichen Glanz auf den Oberflächen. Das Mineral ist durchsichtig und von grüner bis blassblauer Farbe und het eine ebenfalls blassgrüne Strichfarbe. Aufgrund der zu geringen Probengröße konnte allerdings bisher die Härte des Minerals nicht ermittelt werden.

## Etymologie und Geschichte

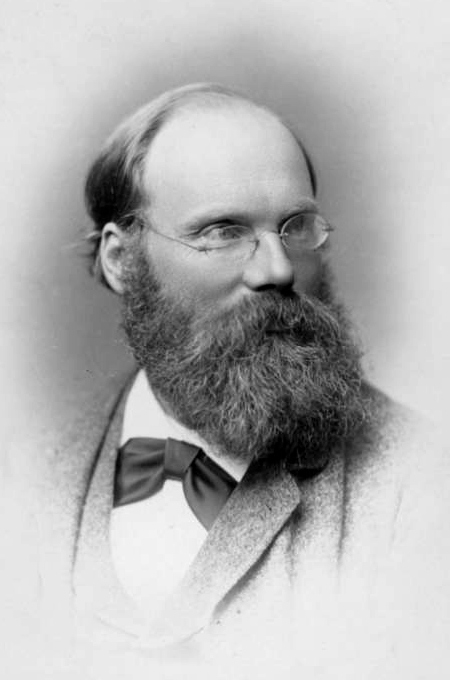
Namensgeber Albert Heim

Entdeckt wurde Heimit in Mineralproben, die Philippe Roth 1999 im Bergwerk Grosses Chalttal mit Kupfer- und Uran-Mineralisation im Murgtal auf der Mürtschenalp im Schweizer Kanton Glarus gesammelt hatte. Erst im Lockdown während der Corona-Pandemie 2019 kam er jedoch dazu, diese Proben zu untersuchen, und stellte fest, dass diese ein bisher unbekanntes Mineral enthielten. Die vollständige Analyse und Erstbeschreibung führte Roth zusammen mit Thomas Malcherek, Boriana Mihailova, Jochen Schlüter und Nicolas Meisser durch. Benannt wurde das neu entdeckte Mineral nach dem Schweizer Geologen, früheren Professer an der ETH Zürich und Begründer der Kontraktionstheorie der Erde Albert Heim (1849–1937).
Das Mineralogenteam sandte seine Untersuchungsergebnisse und den gewählten Namen 2022 zur Prüfung an die International Mineralogical Association (interne Eingangsnummer der IMA: 2022-019), die den Heimit als eigenständige Mineralart anerkannte. Die ebenfalls von der IMA/CNMNC anerkannte Kurzbezeichnung (auch Mineral-Symbol) von Heimit lautet „Him“. Die Erstbeschreibung wurde am 30. Januar 2024 im Fachmagazin European Journal of Mineralogy veröffentlicht.
Das Typmaterial des Minerals wird in der Sammlung des zum Leibniz-Institut zur Analyse des Biodiversitätswandels gehörenden Mineralogischen Museums in Hamburg unter der Katalognummer Ro3701 (HT) sowie im Naturéum (auch Muséum cantonal des sciences naturelles) in Lausanne unter den Katalognummern MGL 094490 (CT) und MGL 087051 bis MGL 087070 aufbewahrt.

## Klassifikation
Da der Heimit erst 2022 als eigenständiges Mineral anerkannt wurde, ist er weder in der zuletzt 2009 aktualisierten 9. Auflage der Strunz’schen Mineralsystematik noch in der zuletzt 2018 überarbeiteten Lapis-Systematik nach Stefan Weiß, die formal auf der alten Strunz’schen Systematik in der 8. Auflage basiert, verzeichnet. Auch die vorwiegend im englischen Sprachraum gebräuchliche Systematik der Minerale nach Dana kennt den Heimit noch nicht.
Die von der Mineraldatenbank „Mindat.org“ weitergeführte Strunz-Klassifikation in der 9. Auflage (auch Strunz-mindat) ordnet den Heimit in die Klasse der „Phosphate, Arsenate und Vanadate“ und dort in die Abteilung der „Phosphate usw. mit zusätzlichen Anionen; mit H2O“ (englisch Phosphates, etc. with additional anions, with H2O) ein. Hier ist er als einziges Mitglied in einer unbenannten Gruppe mit der Systemnummer 8.DC.75 in der Unterabteilung „Mit ausschließlich mittelgroßen Kationen; (OH usw.) : RO4 = 1 : 1 und < 2 : 1“ (englisch With only medium-sized cations, (OH, etc.) : RO4 = 1 : 1 and < 2 : 1) zu finden (vergleiche dazu gleichnamige Unterabteilung in der Klassifikation nach Strunz (9. Auflage)).

## Chemismus
In der idealen Zusammensetzung von Heimit (PbCu2(AsO4)(OH)3·2H2O) besteht das Mineral im Verhältnis aus je einem Teil Blei (Pb) und Arsen (As), zwei Teilen Kupfer (Cu), neun Teilen Sauerstoff (O) und sieben Teilen Wasserstoff (H) pro Formeleinheit. Dies entspricht einem Massenanteil (Gewichtsprozent) von 36,98 Gew.-% Pb, 22,68 Gew.-% Cu, 13,37 Gew.-% As, 25,70 Gew.-% O und 1,26 Gew.-% H.
In der Oxidform ausgedrückt entspricht dies 28,40 Gew.-% Kupfer(II)-oxid (CuO), 39,84 Gew.-% Blei(II)-oxid (PbO), 20,51 Gew.-% Arsen(V)-oxid (As2O5) und 11,25 Gew.-% H2O.
Die Analyse von natürlichem Heimit, gemessen am Typmaterial, ergab eine durchschnittliche Zusammensetzung von 28,64 Gew.-% CuO, 39,89 Gew.-% PbO, 21,73 Gew.-% As2O5 und einen ermittelten Gehalt von 9.49 Gew.-% H2O sowie zusätzlich 0,25 Gew.-% Calciumoxid (CaO). Die auf der Grundlage von neun Anionen pro Formeleinheit berechnete empirische Formel lautet entsprechend Pb1,04Ca0,03Cu2,1As1,1H6,14O9.
Bei einer in Übereinstimmung mit der Strukturbestimmung angenommenen Anzahl von sieben Wasserstoffatomen ergibt sich ein berechneter H2O-Gehalt von 11,64 Gew.-% und eine entsprechend angepasste empirische Formel von Pb0,97Ca0,02Cu1,95As1,02H7O9, die zur eingangs genannten Formel idealisiert wurde.

## Kristallstruktur
Heimit kristallisiert in der monoklinen Raumgruppe P21/n (Raumgruppen-Nr. 14, Stellung 2) mit den Gitterparametern a = 5,9132(5) Å; b = 7,8478(6) Å; c = 16,8158(15) Å und β = 90,007(6)° sowie vier Formeleinheiten pro Elementarzelle.

## Eigenschaften
Aus bisher ungeklärter Ursache ändern einige Heimitkristalle unter dem Elektronenstrahl des Rasterelektronenmikroskops seine Farbe von grün zu blau. Bei einigen Proben konnten auch dicht nebeneinander sitzende Kristalle mit veränderter und unveränderter Farbe beobachtet werden. Zudem wurden auf den Bergehalden einige Proben gefunden, die bereits bei der Entnahme blau gefärbt waren. Die chemische Analyse von blauen und farblosen bis blassgrünen Heimiten zeigte im Rahmen der Genauigkeit der EDXS-Messungen allerdings keine Abweichungen in der Zusammensetzung.
In Salzsäure ist Heimit sich leicht löslich.

## Bildung und Fundorte
An seiner Typlokalität in der Lagerstätte Grosses Chalttal (Kanton Glarus, Ostschweiz) bildete sich Heimit sekundär in den helvetischen Schichten innerhalb der permischen Verrucano-Formation. Diese besteht aus geschichteten vulkanischen Gesteinen, Sandsteinen und Konglomeraten. Heimit tritt dort in Paragenese mit hauptsächlich Bayldonit und Chrysokoll auf.
Bisher konnte Heimit außer an seiner Typlokalität und am nahe gelegenen Hochmättli in den Glarner Alpen noch am Tieftobel in der Gemeinde Schmitten GR im Kanton Graubünden sowie in den Gruben Mine de Termino (auch Le Termenno) und Mine de Collioux supérieur bei Saint-Luc VS (Val d’Anniviers) im Kanton Wallis in der Schweiz gefunden werden. Daneben trat das Mineral nur noch in verschiedenen Gruben von Kamariza bei Agios Konstantinos im Regionalbezirk Ostattika in Griechenland auf.